# Pio Foà
Pour les articles homonymes, voir Foà.
Pio Foà (1848-1923) est un médecin, pathologiste, hématologue, bactériologiste et homme politique italien.

## Publications
- Studio sull'anatomia patologica del midollo delle ossa, Bologna : Fava e Garagnani, 1872
- Osservazioni cliniche ed anatomiche raccolte nel Manicomio di Pavia, Napoli : Il Magagni, 1874
- Igiene sessuale, Milano : Federazione Italiana Delle Biblioteche Popolari, 1914
- Trattato di anatomia patologica per medici e studenti, con la collaborazione dei prof. Ettore Marchiafava, 6 voll. Torino : UTET, 1920-24
- Sull'igiene fisica e morale della gioventù, Roma : Leonardo da Vinci, 1923